# Nevraphes coronatus
Nevraphes coronatus är en skalbaggsart som beskrevs av J.Sahlberg 1883. Nevraphes coronatus ingår i släktet Nevraphes, och familjen glattbaggar. Arten är reproducerande i Sverige.